# Rolf M. Aagaard
Rolf Magdal Aagaard (sinh ngày 27 tháng 3 năm 1945) là một nhiếp ảnh gia người Na Uy.
Ông sinh ra ở Risør. Ông làm việc trong một năm cho Tiden và trong bảy năm Fædrelandsvennen trước khi được thuê bởi Aftenposten năm 1970. Ông đã được trao giải thưởng Narvesen vào năm 1979. Ông cũng đã tổ chức triển lãm, và ông đã viết cuốn sách.